# Mountlake Terrace
Mountlake Terrace ist eine Stadt (City) im Snohomish County im US-Bundesstaat Washington. Sie ist eine nördliche Vorstadt von Seattle und liegt nördlich von Shoreline und Lake Forest Park, östlich von Edmonds, südlich von Lynnwood und westlich von Brier. Ihre südliche Grenze fällt mit der nördlichen des King County zusammen. Die Interstate 5 verläuft von Nord nach Süd durch die Stadt und hat innerhalb der Stadt drei Ausfahrten. Zum United States Census 2020 hatte Mountlake Terrace 21.286 Einwohner.

## Geschichte
Die Ortslage von Mountlake Terrace war Mitte des 19. Jahrhunderts dicht bewaldet und bildete einen Teil des traditionellen Sammel- und Jagdgebietes der Snohomish. Die Puget Mill Company aus Port Gamble beschaffte sich 1862 das Land. Bis 1900 waren die meisten Flächen im südlichen Snohomish County abgeholzt. Die Pope & Talbot Company, der Nachfolger der Puget Mill Company, teilte das Gebiet in Parzellen von 10 Acres (4 ha), welche als „Hühnerfarmen“ verkauft wurden. Diese Parzellen wurden mit mäßigem Erfolg an Bauern verkauft, die Geflügel, Nerze oder Chinchillas hielten. Eine Intercity-Linie zwischen Tacoma und Everett wurde 1910 gebaut und machte die Farmen besser erreichbar. Viele von diesen scheiterten jedoch während der Großen Depression, und die Bahnlinie wurde 1939 aufgegeben.
Ein Teil des Gebietes wurde während des Zweiten Weltkriegs durch die Bundesregierung als Flugplatz genutzt. Am Ende des Krieges stellte die Regierung den Flugbetrieb ein. Die Bauunternehmer Albert LaPierre und Jack Peterson kauften 1949 die verlassene Airbase und begannen mit dem Bau von Schalstein-Häusern. Sie nannten ihr Bauprojekt „Mountlake Terrace“, weil sie von einigen Stellen des Baugebietes aus sowohl den Mount Rainier als auch den Lake Washington sehen konnten und die alte Landebahn ein wenig wie eine Terrasse aussah.

### Stadtwerdung
Im Gebiet zwischen der 244th und der 216th Street SW sowie der 48th und der 68th Avenue W lebten 1954 mehr als 5.000 Menschen. Die existierende Infrastruktur wurde von diesem ungeplanten Wachstum überrollt. Einige Leute warteten ein Jahr auf einen Gemeinschaft-Telefonanschluss, Straßen waren unbefestigt und die Abwasserentsorgung erfolgte über dezentrale Abwassergruben. Die nächstgelegene Polizeistelle gab es in Everett, 15 mi (24 km) entfernt. Ein Bewohner, Patrick McMahan, wurde von diesen Bedingungen frustriert und organisierte das Mountlake Terrace Study Committee, welches die Kampagne zur Anerkennung als Stadt leitete. Die am 23. November 1954 durchgeführte Wahl unterstützte die Anerkennung (engl. „incorporation“) mit 517 zu 483 Stimmen. In derselben Abstimmung wurde ein fünfköpfiger Stadtrat gewählt. Der Rat trat am 24. November zu seiner ersten Sitzung zusammen und wählte Gilbert „Gil“ Geiser, einen 35-jährigen Inhaber eines Eisenwarengeschäfts, zum ersten Bürgermeister von Mountlake Terrace. Geiser musste der neuen Stadt fünf Dollar leihen, damit die Papiere über die Anerkennung zu den Akten genommen werden konnten. Mit diesem Zu-den-Akten-Nehmen wurde Mountlake Terrace am 29. November offiziell zu einer sogenannten „third-class city“, eine Klassifikation einfach nach der Größe (damals zwischen 1.500 und 10.000 Einwohnern).

### Frühe Jahre und Wachstum
Die Bevölkerung von Mountlake Terrace verdoppelte sich zwischen 1950 und 1960  und dann bis 1970 fast noch einmal. Kleine Geschäfte blühten in zwei Ladenketten inmitten des Gebietes auf von den Bauunternehmern bereitgestellten Grundstücken auf. Die Bauunternehmer spendeten auch Grundstücke für verschiedene Kirchen, so auch für die Gemeinde St. Pius X, welche die erste Messe am 22. Juni 1955 feierte. Die John Fluke Corporation verlegte 1959 ihr Elektronik-Zentrum von Seattle nach Mountlake Terrace. 1961 wurde einer Anleihenausgabe in einer eigens anberaumten Wahl zugestimmt; das Geld wurde zum Bau eines Rathauses verwendet.

### Verlangsamung der Entwicklung
Die Stadt wurde zuerst als Autoverkehr-basierte Schlafstadt gesehen, doch sahen die Nachfolger sie mehr in einer „eigenständigen“ Entwicklung  mit einem ökonomisch vitalen Innenstadtgebiet. Dieses Bestreben wurde durch die Ankunft von Fluke und den Bau der beiden Ladenketten wie auch des Rathauses befördert.  Diese Entwicklung stoppte jedoch in den 1980er Jahren. Boeing erlitt einen massiven Geschäftseinbruch, in dessen Verlauf etwa 75 % der Arbeiter in der Fabrik Everett ihre Jobs verloren; die Alderwood Mall wurde in Lynnwood eröffnet, welche viel Kaufkraft aus der Innenstadt abzog; und 1990 führten zwei Brandstiftungen im Stadtzentrum zu signifikantem Abriss, wobei die West Plaza 20 Monate nicht geöffnet werden konnte und die East Plaza schließlich abgerissen wurde und einem Gymnastik-Zentrum wich. Fluke verlegte 1981 seinen Sitz nach Everett. Der Census von 1980 zeigte, dass Mountlake Terrace innerhalb von 10 Jahren fünf Prozent seiner Bevölkerung verloren hatte. Der Stadthaushalt wurde massiv zusammengestrichen; dennoch trat Mountlake Terrace mit einem Defizit von 1,3 Mio. USD in das Jahr 1989 ein.

### Jüngere Geschichte

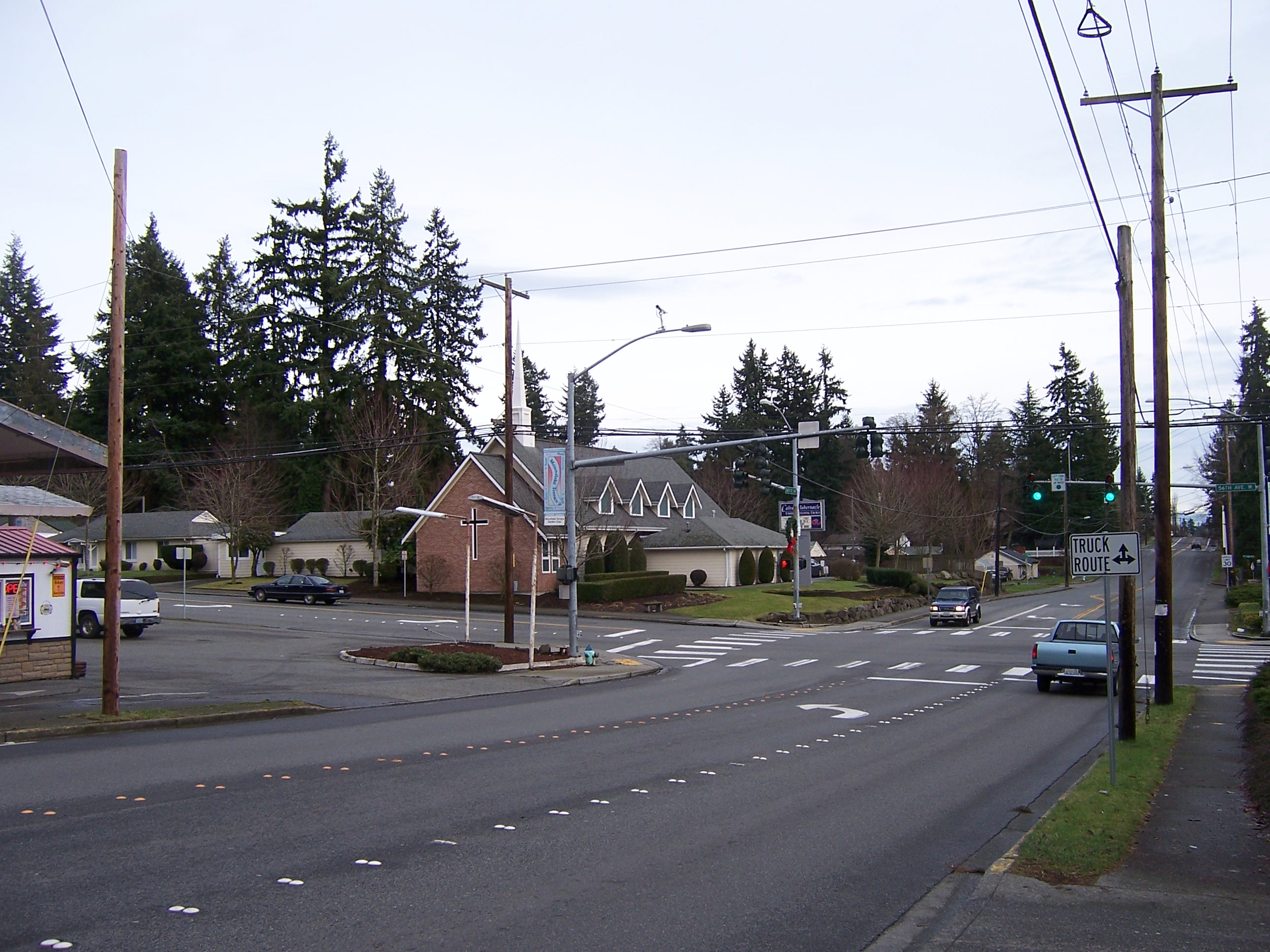
Die Kreuzung 236th St. SW / 56th Ave. W in Downtown Mountlake Terrace

Mitte der 2000er Jahre wurden an der 56th Avenue neue Bauten errichtet, und 2006 stellte die Stadt einen Plan zur Revitalisierung der Innenstadt und Stärkung der ökonomischen Aktivitäten auf. (Der Stadtrat legte Design-Standards für Neubauten fest, die mit breiten Bürgersteigen, vielen Fenstern, Sonnenschutzdächern und interessanten Architekturdetails ausgestattet werden sollten.) Seit 2013 ist Premera Blue Cross, ein Krankenversicherer, der größte Arbeitgeber in der Stadt, welcher etwa 3.000 Leute beschäftigt.
Ein im Februar 2007 angenommener Innenstadt-Plan erlaubt die Mischnutzung in Gebäuden bis zu sieben Stockwerken im zentralen Häuserblock und in bis zu fünfstöckigen Gebäuden in den umliegenden Blöcken. Zuvor war das auf drei Stockwerke limitiert.

## Wirtschaft

### Top-Arbeitgeber
Nach dem Comprehensive Annual Financial Report 2013 von Mountlake Terrace sind die Arbeitgeber mit den meisten Beschäftigten:
| Rang | Arbeitgeber                                 | Anzahl der Beschäftigten | Prozentanteil an den insgesamt in der Stadt Beschäftigten |
| ---- | ------------------------------------------- | ------------------------ | --------------------------------------------------------- |
| 1    | Premera Blue Cross                          | 2.293                    | 45,72 %                                                   |
| 2    | Edmonds School District                     | 360                      | 7,18 %                                                    |
| 3    | City of Mountlake Terrace                   | 167                      | 3,33 %                                                    |
| 4    | Umpqua Holdings Corporation (Sterling Bank) | 165                      | 3,29 %                                                    |
| 5    | Crazy Moose Casino                          | 99                       | 1,97 %                                                    |
| 6    | Camelot Society                             | 70                       | 1,40 %                                                    |
| 7    | Albertsons                                  | 64                       | 1,28 %                                                    |
| 7    | Red Dragon Casino                           | 64                       | 1,28 %                                                    |
| 7    | 1st Security Bank of Washington             | 64                       | 1,28 %                                                    |
| 10   | AA Party Rental                             | 51                       | 1,02 %                                                    |

### Verkehr
Mountlake Terrace wird von Buslinien von Community Transit, dem öffentlichen Verkehrsunternehmen im Snohomish County, und Sound Transit Express, einem Zusammenschluss mehrerer öffentlicher Verkehrsunternehmen in der Metropolregion Seattle, bedient. Das Mountlake Terrace Transit Center dient als Knotenpunkt.

## Geographie
Die Höhen von Mountlake Terrace schwanken zwischen 262 ft (80 m) und 530 ft (162 m) mit einem Mittel von 440 ft (134 m).
Nach dem United States Census Bureau nimmt die Stadt eine Gesamtfläche von 10,8 Quadratkilometern ein, worunter 10,52 km² Land- und der Rest Wasserflächen sind. Der Anteil der Wasserflächen an der Gesamtfläche beträgt 2,65 %.
Der Südwestteil der Stadt umfasst auch den Lake Ballinger Park, welcher Zugang zum Lake Ballinger bietet und einen Bootskai und eine Angelpier enthält. Der See selbst liegt teilweise in Mountlake Terrace und teilweise im benachbarten Edmonds.

## Demographie

### Census 2000
Nach der Volkszählung von 2000 gab es in Mountlake Terrace 20.362 Einwohner, 7.962 Haushalte und 5.016 Familien. Die Bevölkerungsdichte betrug 1946 pro km². Es gab 8.217 Wohneinheiten bei einer mittleren Dichte von 785,3 pro km².
Die Bevölkerung bestand zu 77,7 % aus Weißen, zu 2,52 % aus Afroamerikanern, zu 1,08 % aus Indianern, zu 10,64 % aus Asiaten, zu 0,58 % aus Pazifik-Insulanern, zu 2,61 % aus anderen „Rassen“ und zu 4,87 % aus zwei oder mehr „Rassen“. Hispanics oder Latinos „jeglicher Rasse“ bildeten 5,65 % der Bevölkerung.
Von den 7962 Haushalten beherbergten 32,8 % Kinder unter 18 Jahren, 46,2 % wurden von zusammen lebenden verheirateten Paaren, 11,8 % von alleinerziehenden Müttern geführt; 37 % waren Nicht-Familien. 26,2 % der Haushalte waren Singles und 6,4 % waren alleinstehende über 65-jährige Personen. Die durchschnittliche Haushaltsgröße betrug 2,54 und die durchschnittliche Familiengröße 3,11 Personen.
Der Median des Alters in der Stadt betrug 34 Jahre. 25,3 % der Einwohner waren unter 18, 9,8 % zwischen 18 und 24, 35,6 % zwischen 25 und 44, 20,2 % zwischen 45 und 64 und 9,2 65 Jahre oder älter. Auf 100 Frauen kamen 98 Männer, bei den über 18-Jährigen waren es 95,6 Männer auf 100 Frauen.
Alle Angaben zum mittleren Einkommen beziehen sich auf den Median. Das mittlere Haushaltseinkommen betrug 47.238 US$, in den Familien waren es 52.117 US$. Männer hatten ein mittleres Einkommen von 37.421 US$ gegenüber 28.796 US$ bei Frauen. Das Pro-Kopf-Einkommen betrug 21.566 US$. Etwa 5,8 % der Familien und 8 % der Gesamtbevölkerung lebte unterhalb der Armutsgrenze; das betraf 11,3 % der unter 18-Jährigen und 7,6 % der über 65-Jährigen.

### Census 2010
Nach der Volkszählung von 2010 gab es in Mountlake Terrace 19.909 Einwohner, 8.192 Haushalte und 4.891 Familien. Die Bevölkerungsdichte betrug 1893,3 pro km². Es gab 8.602 Wohneinheiten bei einer mittleren Dichte von 818 pro km².
Die Bevölkerung bestand zu 71,7 % aus Weißen, zu 4,3 % aus Afroamerikanern, zu 1,1 % aus Indianern, zu 11,2 % aus Asiaten, zu 0,8 % aus Pazifik-Insulanern, zu 4,9 % aus anderen „Rassen“ und zu 6,1 % aus zwei oder mehr „Rassen“. Hispanics oder Latinos „jeglicher Rasse“ bildeten 10,5 % der Bevölkerung.
Von den 8192 Haushalten beherbergten 30,8 % Kinder unter 18 Jahren, 41,2 % wurden von zusammen lebenden verheirateten Paaren, 12,8 % von alleinerziehenden Müttern und 5,7 % von alleinstehenden Vätern geführt; 40,3 % waren Nicht-Familien. 30,3 % der Haushalte waren Singles und 7,7 % waren alleinstehende über 65-jährige Personen. Die durchschnittliche Haushaltsgröße betrug 2,42 und die durchschnittliche Familiengröße 3,04 Personen.
Der Median des Alters in der Stadt betrug 36,6 Jahre. 21,6 % der Einwohner waren unter 18, 9,4 % zwischen 18 und 24, 31,4 % zwischen 25 und 44, 27,4 % zwischen 45 und 64 und 10,3 65 Jahre oder älter. Von den Einwohnern waren 48,9 % Männer und 51,1 % Frauen.